# Koło Lipowieckie
Koło Lipowieckie – dawna miejscowość, obecnie pola i łąki w granicach wsi Przeciszów w Polsce, w województwie małopolskim, w powiecie oświęcimskim, w gminie Przeciszów.

## Historia
Koło Lipowieckie to dawniej odrębna miejscowość u ujścia Soły do Wisły, które w tym miejscu tworzą zaokrąglony półwysep, od którego osada bierze swoją nazwę. 
Pod zaborem austriackim Koło Lipowieckie stanowiło gminę jednostkową w powiecie oświęcimskim. Następnie gminę zniesiono, włączając ją do gminy Przeciszów jako przysiółek Przeciszowa, który w końcu XIX wieku liczył 84 mieszkańców.
Historyczne Koło Lipowieckie obejmuje obecnie zabudowania Przeciszowa w rejonie ulicy Porzeczkowej,  także na południu wzdłuż ulicy  Szkolnej. Nazwa wyszła z użycia 1 stycznia 2020 dotychczasową nazwę Koło zmieniono na Koło Lipowieckie do określenia lokalnych pól i łąk o lokalizacji geograficznej 50°01'55" 19°23'32".